# Joseph Massino
Joseph Charles Massino (New York, 10 gennaio 1943 – New York, 14 settembre 2023) è stato un mafioso statunitense, boss della famiglia Bonanno, una delle Cinque famiglie della città di New York dal 1979 al 1991. Fu il primo boss delle 5 famiglie a diventare un pentito.

## Biografia
Massino era un protetto di Philip Rastelli, che prese il controllo della problematica famiglia Bonanno dopo l'omicidio di Carmine Galante. In origine un dirottatore di camion, Massino si assicurò il potere dopo due sequenze di omicidi avvenute nel 1981, la prima fu un triplo omicidio di 3 capi ribelli (Alphonse "Sonny Red" Indelicato, Dominick "Big Trin" Trinchera e Philip Giaccone) e poi del suo rivale Dominick Napolitano.
Nel 1991, mentre Massino era in prigione per una questione di racket avvenuta nel 1986, Rastelli morì e lui gli successe. Al suo rilascio, l'anno seguente, rimise in sesto la famiglia a seguito di tumulto durato 25 anni. All'alba del nuovo millennio, era considerato il più potente leader della mafia negli Stati Uniti. Massino divenne noto come "The Last Don" (L'ultimo Don), l'unico vero capo di New York del suo tempo che non era in prigione.
Nel luglio 2004, Massino viene condannato per omicidio e racket sulla base delle testimonianze di diversi uomini d'onore, tra cui il cognato Salvatore Vitale. Stava per affrontare anche la pena di morte, se fosse stato condannato in un processo per omicidio separato, che si sarebbe tenuto successivamente in quell'anno; dopo aver accettato di testimoniare contro i suoi stessi sodali, fu condannato solo all'ergastolo nel 2005 per entrambi i capi d'accusa; collaborò per la condanna per omicidio del suo boss di "strada" Vincent Basciano nel 2011, che gli rideterminò la pena sebbene rimarrà sotto controllo per tutto il resto della sua vita.